# Elvis as Recorded at Madison Square Garden
Elvis as Recorded at Madison Square Garden är ett livealbum av den amerikanske sångaren och musikern Elvis Presley, släppt av RCA Records i stereo (LSP 4776) den 18 juni 1972. Albumet består av inspelningar gjorda i samband med den konsert som Elvis Presleys höll i Madison Square Garden i New York City en vecka tidigare på kvällen den 10 juni 1972. 
För att bestå av endast en LP-skiva hade den ovanligt lång speltid på över 50 minuter. Den innehåller framför allt nyare låtar ur Elvis repertoar, men även flera av hans 50-talshittar. Albumet nådde som bäst 11:e plats på Billboard 200-albumlistan i USA i september 1972. Albumet certifierades guld för en försäljning av en halv miljon exemplar den 4 augusti 1972, platina för en miljon sålda exemplar 1988, dubbel platina för två miljoner sålda exemplar 1992 och trippel platina för tre miljoner sålda exemplar 1999 av Recording Industry Association of America (RIAA). Tillsammans med Aloha from Hawaii: Via Satellite är det ett av de mest sålda livealbumen under 1970-talet.

## Turnerandet
Efter två månadslånga säsonger 1969 och 1970 med framträdanden på International Hotel i Las Vegas, gjorde Elvis sex konserter i Houston Astrodome i Houston i Texas den 27 februari–1 mars 1970 inför en publik på över 250 000 personer, som förberedelse inför en tänkt kommande USA-turné.

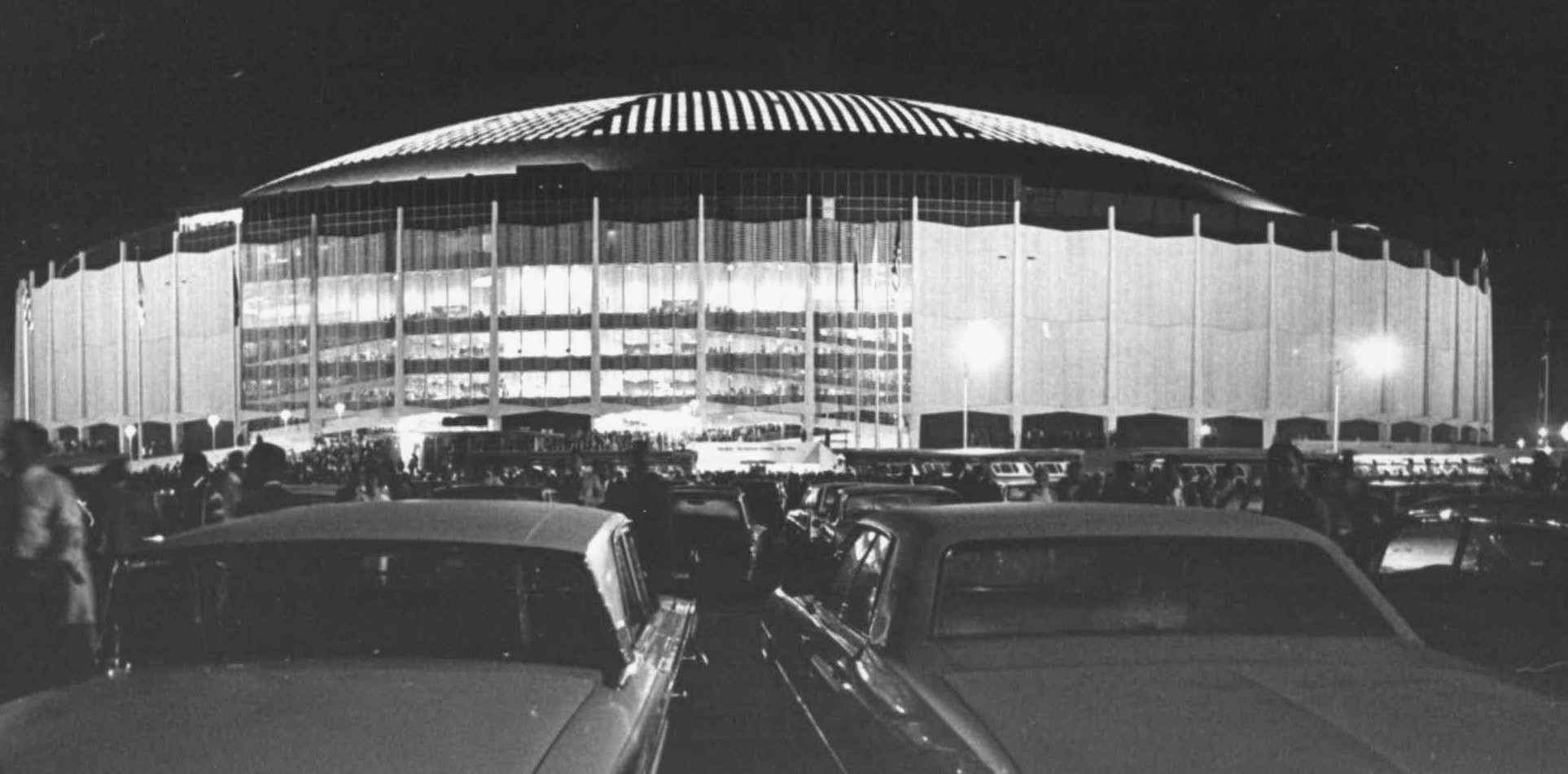
Houston Astrodome, där Elvis Presley gav sex konserter i början av 1970.

Den första riktiga turnén skedde i september 1970, då Elvis uppträdde i bland annat Phoenix, Detroit och Miami, och igen på USA:s västkust i november, med uppträdanden i bland annat Seattle, San Francisco och Los Angeles. Året därpå gjorde han en än mer omfattande turné i Mellanvästern och Nordöstra USA, med framträdanden i bland annat Boston, Philadelphia och Baltimore. År 1972 hade inletts med ytterligare ett månadslångt engagemang med 57 shower i Las Vegas, och i april hade han genomfört en större vårturné i städer i Mellanvästern och i Södern, däribland i Richmond, Greensboro och San Antonio. Denna turné hade filmats av MGM till den kommande biofilmen Elvis on Tour.

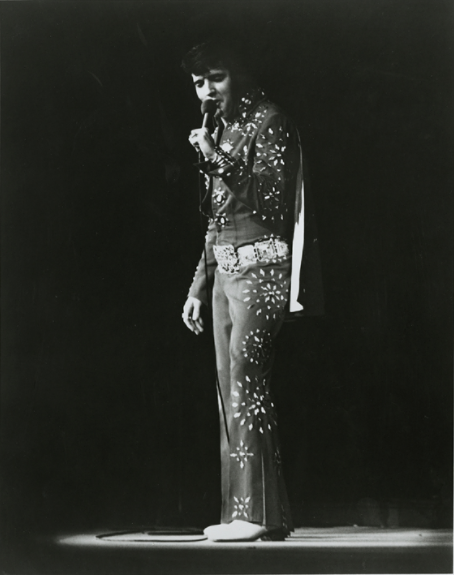
Elvis Presley i april 1972 under den turné som filmades för dokumentärfilmen Elvis on Tour.

Den andra USA-turnén detta år, en tolvdagarsturné med 14 föreställningar, inleddes med fyra konserter i Madison Square Garden i New York City den 9–11 juni, och veckan efteråt utkom LP-skivan Elvis as Recorded at Madison Square Garden med inspelningar gjorda den 10:e. Turnén i juni omfattade ytterligare sju städer i Mellanvästern och Sydvästra USA, då Fort Wayne och Evansville i Indiana, Milwaukee i Wisconsin, Chicago i Illinois, Fort Worth i Texas, Wichita i Kansas och Tulsa i Oklahoma. I augusti var Elvis tillbaka i Las Vegas för sin sjunde månadslånga säsong med 64 konserter på det hotell som då bytt namn till Las Vegas Hilton. Och i november 1972 gjorde han den tredje USA-turnén samma år med liveframträdanden i bland annat Tucson i Arizona, El Paso i Texas och Long Beach i Kalifornien för att avsluta i Honolulu i Hawaii, som en förberedelse inför den berömda sattelitshowen Aloha from Hawaii som skulle sändas från Honolulu i januari 1973.

## Elvis och New York

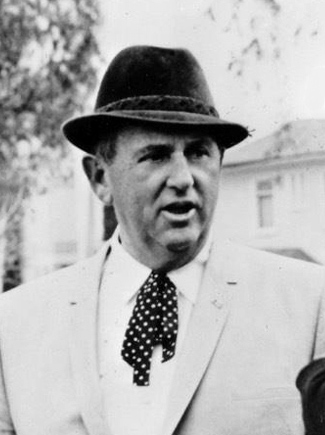
Elvis Presleys manager, överste Tom Parker, år 1969.

I turnén sommaren 1972 skulle det ingå bland annat tre shower i Madison Square Garden den 9–11 juni. Elvis manager Tom Parker hade medvetet hållit Elvis borta från New York och Elvis hade aldrig uppträtt där, om man bortser från de uppmärksammade tv-framträdanden han gjorde där tidigt i sin karriär på 1950-talet. Orsaken kan delvis ha varit att Parker fruktade att Elvis inte skulle fylla en stor arena i ett så kosmopolitiskt område, men troligare för att han ville skydda sin klient från de cyniska New York-medierna. Dessutom var kostnaderna för byggnaden, marknadsföringen och annat i New York City så mycket högre än vad de var vana att betala någon annanstans, att det inte hade funnits någon anledning till det tidigare.
Också Elvis hade varit orolig för att uppträda i New York. Första gången som han besökte staden var den 23 mars 1955, innan han hade slagit igenom stort, när han testade för medverkan i tv-showen Arthur Godfrey's Talent Scouts, men ratades. New York var en sofistikerad stad och Elvis sågs som en lantis. Han kände sig aldrig helt bekväm i staden, vilket också kan ha varit en anledning till att han inte tidigare hade uppträtt där. Pressen i New York hade i början av hans karriär i hätska ordalag skarpt kritiserat och avfärdat honom efter hans debut i nationell tv 1956. Det var i New York alla de journalister, kritiker och ledarskribenter som hade attackerat honom på 1950-talet arbetade. Hans vänner berättade att Elvis var säker på att de skulle försöka slita honom i stycken igen. Till vännen Tom Jones uttryckte han sin stora oro över att uppträda i Madison Square Garden, fortfarande osäker på hur de mer kultiverade musikfansen i New York skulle känna för honom.
Men tiderna hade förändrats och rebellen från 1950-talets motkultur hade förvandlats till en gunstling inom 1970-talets etablissemang. Elvis Presley hade tagit sin Las Vegas-show på turné och sålt ut arenor över hela USA. Parker var övertygad om att Elvis skulle behandlas bättre av New York-pressen denna gång. Elvis oro inför de första spelningarna på turnén som inleddes den 9 juni i Madison Square Garden, den mest prestigefyllda konsertlokalen av alla, i en stad han fruktade, gjorde att han förberedde sig extra och det gav honom också den energi han brukade uppamma när han förberedde sig för en ny utmaning. Han bantade, åt bantningspiller och tränade varje dag inför turnén, och han reste till Hawaii för att vila upp sig och skaffa sig en solbränna. Elvis oro lättade något när hans tre planerade shower sålde slut så snabbt att Parker valde att lägga till en fjärde. Detta gjorde Elvis till den första artisten någonsin att sälja ut fyra på varandra följande shower på Madison Square Garden. Elvis drog 80 000 fans till de fyra utsålda showerna, ett Garden-rekord som bekräftade att han för tillfället var den främsta publikdragande artisten i landet. De åttiotusen biljetterna till de fyra konserterna, där de flesta kostade 10 dollar, gav en intäkt på 730 000 dollar, av vilka Elvis fick ungefär en tredjedel.

## Standing Room Only
RCA och Parker insåg att konserterna i New York hade utvecklats till en stor händelse, och mindre än en vecka före den första konserten bestämde man sig därför för att spela in båda konserterna den 10 juni för att ge ut ett livealbum. Man skyndade sig att få kontrakten påskrivna och inspelningsutrustningen på plats. 
Elvis och bandet hölls, åtminstone inledningsvis, ovetande om RCA:s planer på att spela in dessa konserter och ge ut ett album, möjligen för att inte skrämma upp dem och göra dem nervösa. Dessutom var Elvis val av låtar vid varje show så spontant, att ingen säkert visste vilka låtar han skulle välja eller i vilken ordning han skulle framföra dem.
Detta innebar att RCA också fick ändra sina planer för det kommande album som redan var inplanerat. Den nyligen inspelade dokumentärfilmen Elvis on Tour, som ännu inte haft premiär, hade gått under arbetsnamnet Standing Room Only ("Endast ståplats"), och RCA hade avsett att ge ut ett soundtrack till dokumentären – ett album med titeln Standing Room Only och som redan hade hunnit få ett katalognummer. Detta album lades nu på is på obestämd tid framöver. Senare under hösten skulle Standing Room Only-albumet gå i graven, eftersom många av de låtar som var tänkta att ingå redan hade förekommit på Madison Square Garden-albumet och det dessutom var ytterligare ett livealbum i form av ett dubbelalbum planerat i samband med Aloha from Hawaii-konserten i januari 1973.

## Presskonferensen

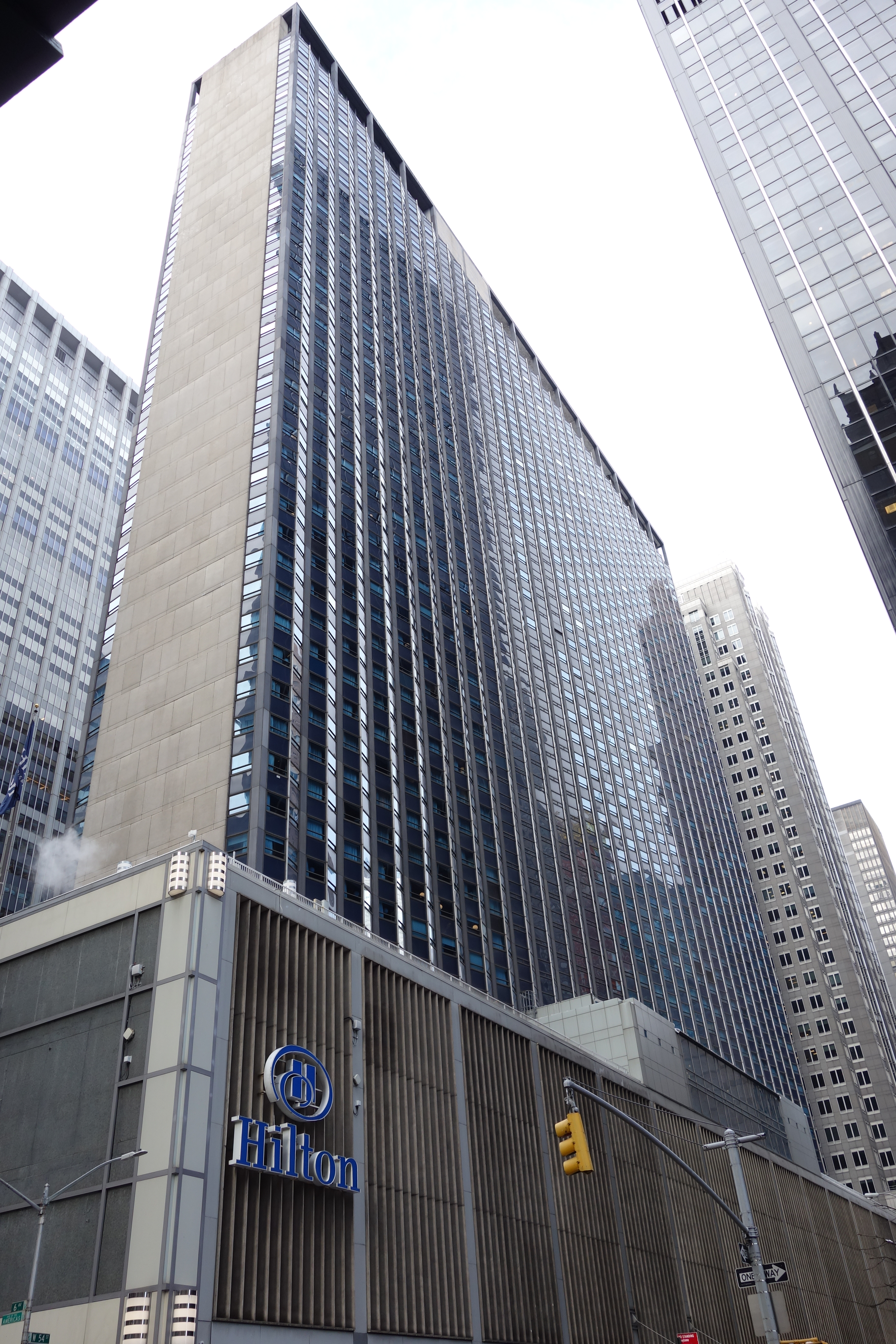
New York Hilton Midtown, där presskonferensen hölls.

På eftermiddagen den 9 juni före den första spelningen, höll Elvis en av sina sällsynta presskonferenser på New York Hilton Midtown. Syftet med den var dels att marknadsföra showerna i New York, dels, och kanske viktigare, att understryka att han kunde sälja ut en av USA:s främsta konsertlokaler. Elvis hade redan på 1950-talet utvecklat en teknik, där han på sina presskonferenser kunde skapa rubriker genom att skämta och charma utan att egentligen säga något speciellt eller något som förpliktigade. När han infann sig mellan repetitionerna inför showerna var han till synes självsäker och avslappnad, och han skämtade nonchalant och godmodigt med kritikerna och drev litet med sig själv.
Även om Elvis besvarade de flesta frågorna på ett skämtsamt sätt, gav han seriösa svar på några. På frågan varför han inte spelade in fler häftiga rocklåtar tillstod han att han gärna skulle spela in sådana men att det var svårt att hitta bra låtar, och att han inte hade några planer på att göra en ren rock'n'roll-show. I stället avsåg han att fortsätta på den inslagna vägen som innefattade låtar inom stora delar av det musikaliska spektrumet. Sådana frågor som vad han ansåg om Vietnamkriget och kvinnors frigörelse avböjde han med att han bara var en underhållare och föredrog att hålla sina personliga åsikter om sådana saker för sig själv. Han menade att orsaken till att han dröjt så länge med att uppträda i New York var att de hade haft svårt att få tag på bra lokaler" och han sade skämtsamt att orsaken till att han lyckats överleva och hålla på längre än alla sina konkurrenter berodde på att han tog E-vitamin.
När en reporter frågade honom om han var nöjd med den image (föreställning) av sig själv som han skapat, blev han allvarlig för ett ögonblick och gav sedan ett av sina mest berömda och avslöjande uttalanden: "Imagen är en sak, människan en annan [sak]". Och på följdfrågan om hur nära imagen av Elvis och den av mannen Elvis var varandra, menade han att "det är väldigt svårt att leva upp till en image." När han fick frågan om han verkligen var en så blyg och ödmjuk person som påstods log Elvis och samtidigt som han reste sig sade han; "Åh, jag vet inte vad som får dem att tro det, jag har … det här guldbältet och …" varvid han drog tillbaka jackan och visade sitt pråliga guldbälte med texten "Elvis Worlds Championship Attendance Record" som han hade fått av International Hotel i Las Vegas för att ha satt publikrekord där. Det var ett ögonblick av skrytsamhet som fångade hans pojkaktighet, och producenten Bob Abel beslutade sig för att använda scenen i Elvis on Tour-dokumentären av den anledningen.

## Konserten den 10:e och låtarna på albumet

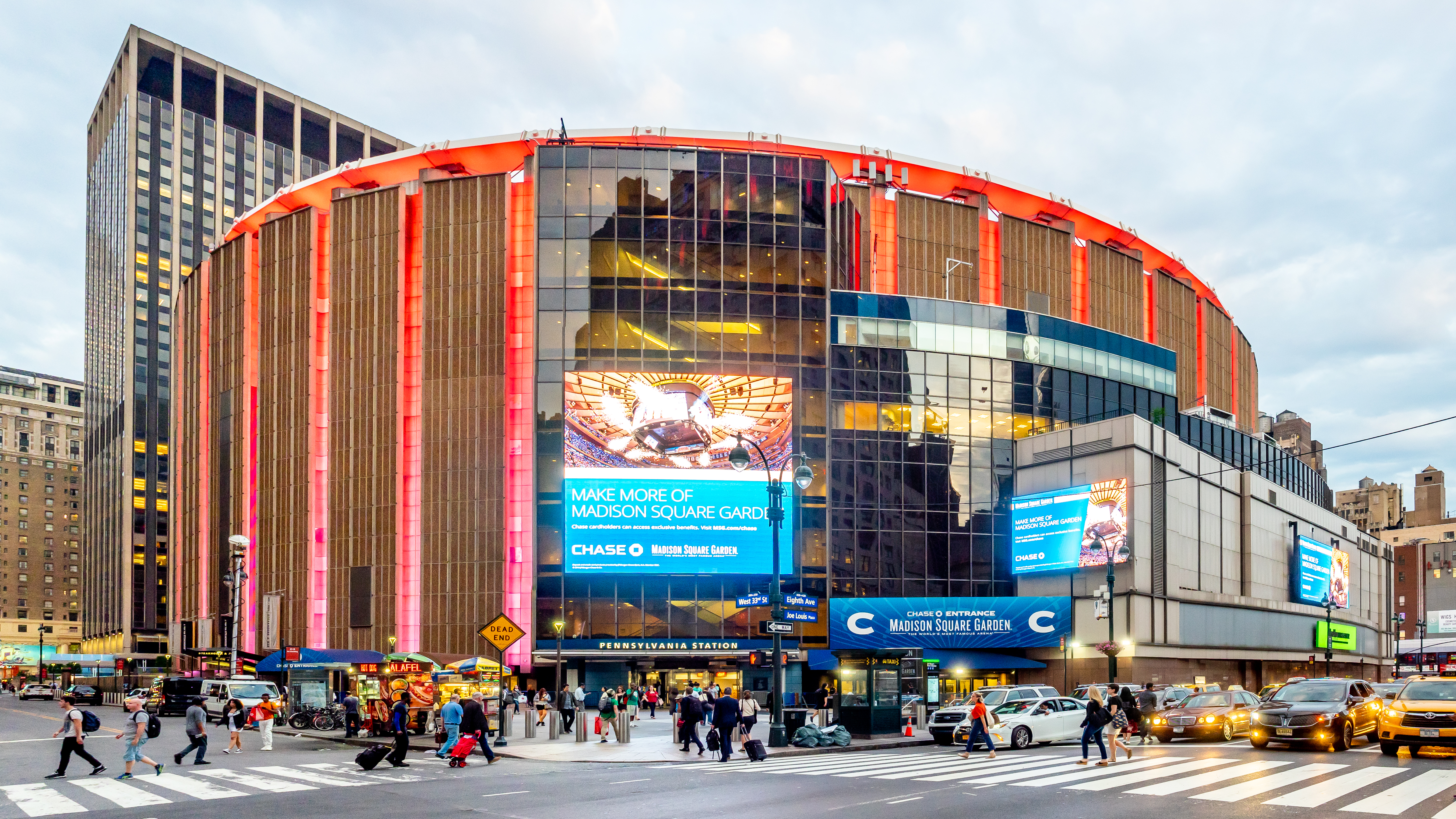
Madison Square Garden i New York, där Elvis Presley uppträdde den 9–11 juni 1972.

Bland besökarna på konserterna fanns många ur gräddan av samtida artister, däribland George Harrison, Bob Dylan, David Bowie, Art Garfunkel, Elton John, Bruce Springsteen, Paul Simon, och Robert Plant tillsammans med de övriga medlemmarna i Led Zeppelin.
Även om det kunde ha gjort Elvis nervös med så många artister i publiken, visade han inga tecken på nervositet. RCA spelade in båda showerna den 10 juni – eftermiddagsshowen med start klockan 14:30 och kvällsshowen med start klockan 20:30. Det var kvällsshowen som släpptes på albumet bara en vecka senare. Detta var första gången som en komplett Elvis-show hade släppts officiellt, och det var samtidigt första gången som ett livealbum hade färdigställts från en enda show. Detta innebar att också de Elvis-fans som aldrig hade sett Elvis uppträda live, ändå kunde få uppleva en konsert i sin helhet. Eftermiddagsshowen släpptes år 1997 under namnet An Afternoon in the Garden. Med några undantag var låtlistorna desamma.
Genom att en hel show nu blev tillgänglig gick det också bättre att förstå hur Elvis såg på tempot i och kompositionen av sina föreställningar, med en blandning av gammalt och nytt material. Som Elvis sade på presskonferensen, gillade han att blanda låtar så att han ena gången sjöng "Bridge Over Troubled Water" eller "An American Trilogy" för att sedan sjunga litet rock'n'roll eller tuffare rocksånger.

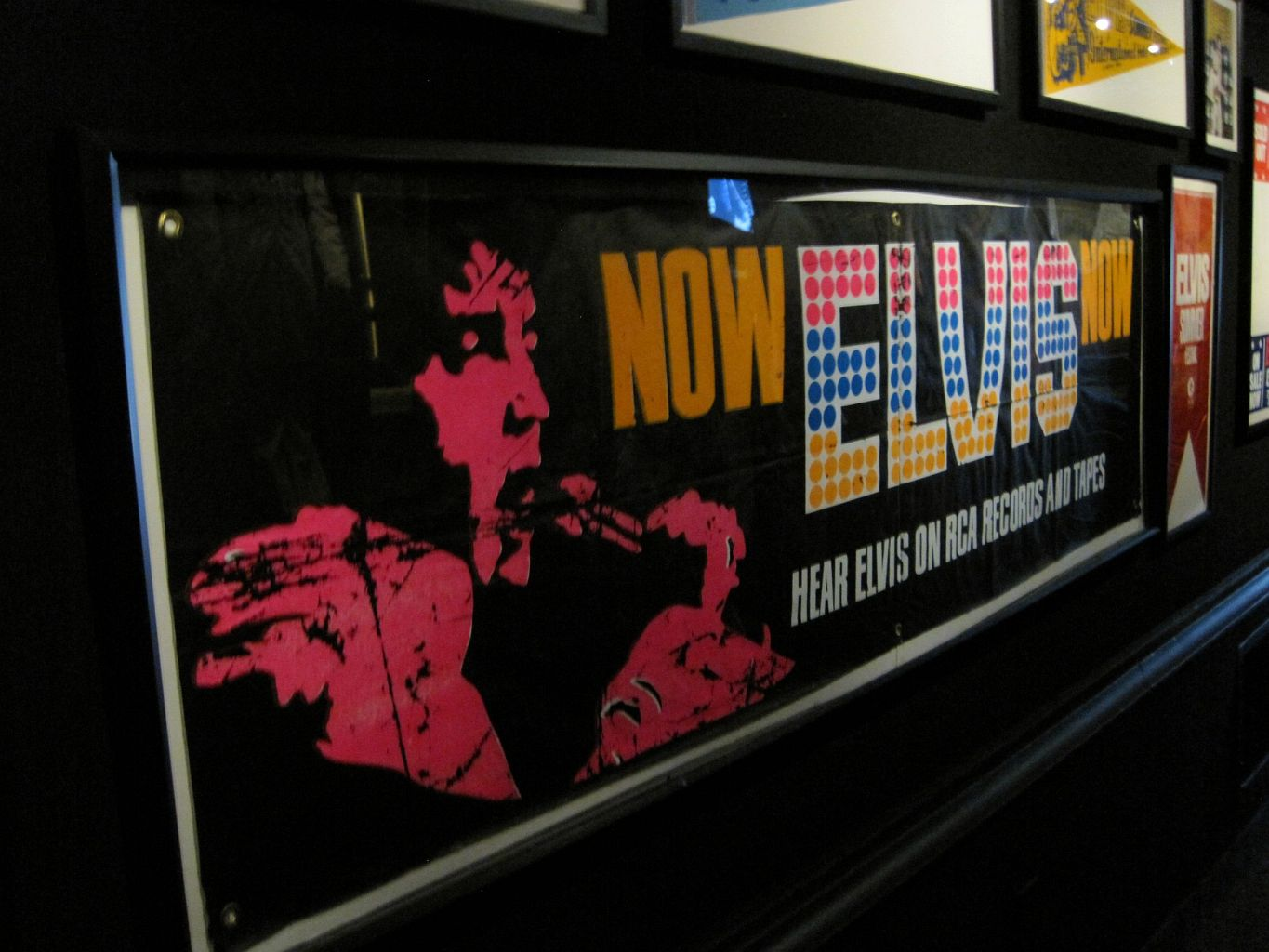
Affischer som denna satt monterade på scenen under Elvis Presleys Madison Square Garden-shower 1972.

Vid denna tid hade Richard Strauss' Also Sprach Zarathustra börjat användas som inledning till Elvis liveframträdanden för att bygga upp spänningen inför Elvis entré på scenen. Elvis inledde showerna under denna turné med sin första singel, "That's All Right", och han framförde den i ett relativt högt tempo. Låtarna på showerna i New York framfördes rent generellt i ett högt tempo. Från och med den 6 augusti samma år skulle "Also Sprach Zarathustra" komma att övergå i "See See Rider", som Elvis därefter höll fast vid som öppningslåt.
Efter "That's All Right" kom Elvis att framföra några av sina låtar från senare tid. "Proud Mary" framförs i ett högre tempo med en mer naturlig och bestämd rytm än den hade vid framförandet tidigare i Las Vegas 1970 – en låt som finns utgiven på albumet On Stage - February 1970. Hoyt Axtons "Never Been to Spain" hade spelats in tidigare under året i Las Vegas, men den inspelningen hade inte släppts, så detta var första gången den gavs ut av Elvis. Elvis hade spelat in "You Don't Have to Say You Love Me" i studio i juni 1970, och infört den på sina scenshower i augusti samma år under sin tredje Las Vegas-säsong, varefter den under 1970-talets första hälft kommit att vara ett huvudnummer i hans shower. Efter dessa tre intensiva och dramatiska låtar, sjöng Elvis under eftermiddagsshowen den relativt lugna "Until It's Time For You To Go". Men på kvällsshowen fortsatte han med ytterligare en dramatisk låt genom att ta sig an "You've Lost That Lovin' Feelin'", som Elvis också hade infört i sin scenshow i augusti 1970 och som hade utvecklats till en showstopper och en hörnsten i Elvis liveframträdanden. Denna avdelning i showen avslutade han med en annan showstopper, Tony Joe Whites swamp rock-låt "Polk Salad Annie". Han utelämnade här den talade inledningen.
Efter detta övergick Elvis till några av sina 50-talshittar. Elvis lade inte alltid sin själ i dessa låtar, som var obligatoriska för att tillfredsställa fansen. Leiber och Stoller-låten "Love Me" var ofta förekommande på Elvis konserter. "All Shook Up" sjöng han i ett högt tempo på bara en minut. "Heartbreak Hotel" framfördes i ett bluesigt arrangemang. Därefter följde ett medley bestående av "Teddy Bear" och "Don't Be Cruel", varefter han sjöng "Love Me Tender".
Därnäst följde "The Impossible Dream" från musikalen Man of La Mancha. Elvis hade sjungit den live sedan januari 1971 och RCA hade också spelat in den, men detta blev första gången som den gavs ut på skiva, och det antas dessutom ha varit den sista gången som han framförde låten på scen. Sedan följde ytterligare en 50-talslåt, "Hound Dog", som hade fått ett nytt arrangemang och inleddes i en långsam funkig Tony Joe White-stil för att efter ett tag växla till det normala högre tempot. Som nästa låt sjöng Elvis sin Billboardlistetta, "Suspicious Minds", som sedan han införde den i sin liverepertoar 1969 hela tiden hade fått ett något högre tempo.
Den återstående delen av konserten varvade lugnare stycken med mer mäktiga och dramatiska. Kris Kristoffersons ballad "For the Good Times" var en låt som Elvis hade spelat in i studio den 27–28 mars 1972, men den hade inte släppts på skiva. Han hade infört den på sin spellista under aprilturnén och med albumet Elvis As Recorded At Madison Square Garden fick låten följaktligen sin premiärutgivning med Elvis. Efter detta följde "An American Trilogy" – ett medley bestående av tre låtar som symboliserade de tre fraktionerna i Amerikanska inbördeskriget ("Dixie" för Södern, "Battle Hymn of the Republic" för Nordstaterna och "All My Trials" för slavarna), och som väckte förvirring hos vissa recensenter. "Funny How Time Slips Away" avvek från den studioinspelning av låten som Elvis gjorde 1970, där känslan var mer avslappnad. Efter detta följde "I Can't Stop Loving You", och därefter avslutades showen, som alltid vid denna tid, med "Can't Help Falling in Love" från Elvis film Blue Hawaii. För första gången fick skivköparna höra den senare så berömda slutrepliken: "Elvis har lämnat byggnaden. Tack och god natt.

## Kritiken, recensionerna
Recensionerna i New York-pressen var ofta entusiastiska, och Elvis fick mycket beröm av pressen för sina framträdanden. Konserterna i sig hade varit uppseendeväckande och fick lovord också från flera av de tidningar som Elvis och Parker en gång hade fruktat. "Som en furste från en annan planet", löd en rubrik i New York Times, som enbart de hade tre artiklar om föreställningen. De flesta kritiker var måhända eniga om att denna show inte var exakt så som de själva skulle ha utformat den. Men Elvis hade ändå överträffat alla kända mått på popularitet och framgång som någonsin hade skänkts en popsångare.

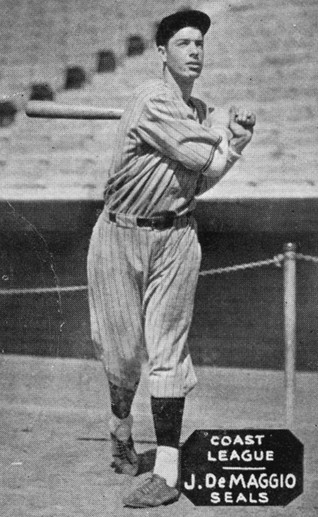
Joe DiMaggio, vars eleganta och perfekta slag i baseboll var att likna vid Elvis Presleys framträdande i New York, enligt Chris Chase på New York Times.

Även om de flesta av New York-pressens recensenter och kritiker gav Elvis positiva omdömen, skedde det hos vissa motvilligt. Några förstod sig inte riktigt på Elvis och hans musik. Två ganska nedlåtande recensioner, båda i The New Yorker, hängde upp sig på "An American Trilogy" och undrade vad Elvis egentligen avsåg att förmedla med låten, men man berömde samtidigt hans professionalism. Don Heckman på New York Times beskrev honom som "ett fullödigt proffs som gör ett jobb han förmodligen kan göra bättre än någon annan i världen", och att "även 16 år senare var Presley-magin lika otroligt effektiv som någonsin". Chris Chase på New York Times, som hade liknat Elvis vid en furste från en annan planet, beskrev föreställningen som legendarisk och skrev:
| ” | Någon enstaka gång dyker en speciell mästare upp, en Joe Louis, en José Capablanca, en Joe DiMaggio, någon i vars händer sättet en sak görs på blir viktigare än själva saken. När DiMaggio slog en baseboll fick hans eleganta rörelse slaget att se enkelt och oundvikligt ut … I fredags kväll, i Madison Square Garden, var Elvis likadan. Han stod där i slutet, med armarna utsträckta, den stora guldkappan gav honom vingar, en mästare, den ende i sitt slag. | „ |

Dan Bottstein på musiktidningen Billboard skrev att Elvis var "en absolut fröjd" att uppleva på Madison Square Garden, och att han "egentligen inte har något med tid att göra" eftersom han "har överskridit de irriterande begränsningarna av tid och rum." "Elvis röst, som alltid har varit bättre än kritikerna erkänt, har blivit ännu omfångsrikare med en större genklang än tidigare". Den andra stora veckovis utkomna tidningen inom musikbranschen, Cashbox, kallade föreställningen för "ren och skär underhållning". På Variety, som bevakar underhållningsindustrin i USA, menade man att Elvis Presley hade utvecklats till "en välfungerande, perfekt avpassad, spektakulärt framgångsrik inrättning inom underhållningsbranschen. Han framförde med suverän säkerhet i löpande följd ett tjugotal låtar som var bättre uppförda och koreograferade än dansen i de flesta Broadway-musikaler." Och i New York Magazine skrev Alan Rich att "Elvis är ett oöverträffat fenomen, en Zarathustra, underhållarnas supermänniska." Han menade att den föreställning som Elvis gav "var en spektakulär triumf av insikt" i det mänskliga medvetandet och att Elvis hade förstått sina anhängare på fler sätt och intensivare än någon annan.
Även albumet fick övervägande positiva recensioner. Variety skrev att det gav prov på en sångare som "sjöng enastående bra". I den amerikanska musiktidningen Rolling Stone, skrev Bob Palmer att det var en "förbaskat bra skiva". Om Palmer själv hade fått välja skulle han ha gjort sig av med orkestern, men han menar ändå att behållningen är att det finns massor av Elvis som gör det han gör bäst, och att albumet innehåller mängder av favoritlåtar, och utgörs av en blandning av svulstiga stycken, Las Vegas-musik och till och med gammal hederlig rock'n'roll.

## Inspelningarna och utgivningen av albumet
Då den ordinarie producenten Felton Jarvis var allvarligt sjuk och gick på dialys i väntan på en njurtransplantation, hanterade RCA:s A&R-samordnare Joan Deary projektet. Albumet Elvis as Recorded at Madison Square Garden var en exakt kopia av kvällsshowen den 10 juni, och utgavs bara åtta dagar efter att den faktiska showen hade ägt rum. RCA lyckades få ut albumet med sina 20 låtar så snabbt genom att ta framsidan från det planerade Standing Room Only-albumet och bara byta ut titeln. Man hann inte ens med att lägga till ett foto från New York-showerna, så ett från turnén i april två månader tidigare, från Jacksonville, Florida den 16 april, användes när man förberedde de förtryckta skivomslagen. Listan på låtarna trycktes enbart på baksidan av skivomslaget. Skivorna fanns tillgängliga inom en vecka efter att konserterna hade hållits, och brådskan berodde enligt Parker på att man ville hinna få ut skivorna i butikerna innan några bootleg-skivor fanns tillgängliga.
Showerna i Madison Square Garden i New York var en av höjdpunkterna i Elvis karriär som artist. Albumet som blev resultatet fungerar som en erinran om en stor händelse. I likhet med TV-specialen 1968 och Las Vegas-öppningen i juli 1969, kom den att utgöra en storslagen bedrift från det förgångna. Musikalisk var måhända Madison Square Garden-showerna inte de bästa under perioden, men föreställningarna hade en enorm intensitet. Till följd av den stora och påtagliga framgången med showerna nådde albumet plats 11 på Billboard 200-listan, där den stannade i 34 veckor och sålde guld inom mindre än två månader. Det var Elvis framgångsrikaste album på nio år, men skulle komma att övertrumfas ett drygt halvår senare genom live- och dubbelalbumet Aloha from Hawaii: Via Satellite. Elvis as Recorded at Madison Square Garden certifierades guld den 4 augusti 1972, platina den 20 maj 1988, dubbel platina den 27 mars 1992 och trippel platina den 15 juli 1999 av RIAA för en försäljning av 3 000 000 exemplar i USA.

## Återutgivningar
LP-skivan Elvis as Recorded at Madison Square Garden från 1972 följdes av en cd-utgåva i mars 1992 med samma innehåll. I mars 1997 utkom albumet An Afternoon in the Garden, som innehöll den kompletta eftermiddagsshowen den 10 juni. Tidigare hade "I Can't Stop Loving You" från den showen släppts på samlingsalbumet Welcome to My World i mars 1977, och "I'll Remember You" och "Reconsider Baby" på Elvis: A Legendary Performer Volume 4 i oktober 1983. I november 2012 utkom två album med båda showerna. Elvis as Recorded at Madison Square Garden var en Legacy-utgåva på 2 cd:ar med låtarna remastrade, och Prince From Another Planet (namnet taget från recensionen i New York Times) innehöll, förutom de båda showerna remixade och remastrade på två cd:ar, också en DVD med hela den filmade presskonferensen den 9 juni, och 20 minuter av privatfilmat material från eftermiddagsshowen med ljud som hade synkats från ljudinspelningarna. I mars 2023 släpptes Elvis as Recorded at Madison Square Garden på 3 cd:ar under Follow That Dream-etiketten. Den innehöll som tidigare utgåvor båda showerna och på cd 3 också presskonferensen.

## Låtlistor

### Elvis as Recorded at Madison Square Garden, LP (original) 1972
| 1.  | Introduction: Also Sprach Zarathustra (theme from 2001: A Space Odyssey) | Richard Strauss                                                   | 10 juni 1972 (20:30) | 0:57 |
| 2.  | That's All Right                                                         | Arthur Crudup                                                     | 10 juni 1972 (20:30) | 2:07 |
| 3.  | Proud Mary                                                               | John Fogerty                                                      | 10 juni 1972 (20:30) | 2:33 |
| 4.  | Never Been to Spain                                                      | Hoyt Axton                                                        | 10 juni 1972 (20:30) | 3:23 |
| 5.  | You Don't Have to Say You Love Me                                        | Vicki Wickham, Simon Napier-Bell, Pino Donaggio, Vito Pallavicini | 10 juni 1972 (20:30) | 1:57 |
| 6.  | You've Lost That Lovin' Feelin'                                          | Barry Mann, Cynthia Weil, Phil Spector                            | 10 juni 1972 (20:30) | 4:08 |
| 7.  | Polk Salad Annie                                                         | Tony Joe White                                                    | 10 juni 1972 (20:30) | 2:46 |
| 8.  | Love Me                                                                  | Jerry Leiber, Mike Stoller                                        | 10 juni 1972 (20:30) | 1:37 |
| 9.  | All Shook Up                                                             | Otis Blackwell, Elvis Presley                                     | 10 juni 1972 (20:30) | 0.56 |
| 10. | Heartbreak Hotel                                                         | Mae Axton, Tommy Durden, Elvis Presley                            | 10 juni 1972 (20:30) | 1:42 |
| 11. | Medley: (Let Me Be Your) Teddy Bear / Don't Be Cruel                     | Kal Mann, Bernie Lowe / Otis Blackwell, Elvis Presley             | 10 juni 1972 (20:30) | 1:48 |
| 12. | Love Me Tender                                                           | Vera Matson, Elvis Presley                                        | 10 juni 1972 (20:30) | 1:36 |

| 1.           | The Impossible Dream       | Joe Darion, Mitch Leigh                          | 10 juni 1972 (20:30) | 2:23  |
| 2.           | Introductions by Elvis     | –                                                | 10 juni 1972 (20:30) | 1:39  |
| 3.           | Hound Dog                  | Jerry Leiber, Mike Stoller                       | 10 juni 1972 (20:30) | 1:17  |
| 4.           | Suspicious Minds           | Mark James                                       | 10 juni 1972 (20:30) | 4:04  |
| 5.           | For the Good Times         | Kris Kristofferson                               | 10 juni 1972 (20:30) | 3:00  |
| 6.           | An American Trilogy        | Mickey Newbury                                   | 10 juni 1972 (20:30) | 4:01  |
| 7.           | Funny How Time Slips Away  | Willie Nelson                                    | 10 juni 1972 (20:30) | 2:40  |
| 8.           | I Can't Stop Loving You    | Don Gibson                                       | 10 juni 1972 (20:30) | 2:36  |
| 9.           | Can't Help Falling in Love | Luigi Creatore, Hugo Peretti, George David Weiss | 10 juni 1972 (20:30) | 1:42  |
| 10.          | End Theme                  | –                                                | 10 juni 1972 (20:30) | 0:55  |
| Total längd: | Total längd:               | Total längd:                                     | Total längd:         | 49:47 |

### Elvis as Recorded at Madison Square Garden– cd, 1992
| 1. | Samma innehåll som på originalutgåvan 1972 och cd 1 på 2023 (FTD) Evening Show. |  |  | 52:44 |

### An Afternoon in the Garden– cd, 1997
| 1. | Samma innehåll som cd 2 på 2023 (FTD) Afternoon Show. |  |  | 60:38 |

### Elvis as Recorded at Madison Square Garden– Legacy, 2 cd, 2012
| 1. | Samma innehåll som på originalutgåvan 1972 och cd 1 på 2023 (FTD) Evening Show. |  |  | 52:59 |

| 1. | Samma innehåll som cd 2 på 2023 (FTD) Afternoon Show. |  |  | 60:38 |

### Elvis as Recorded at Madison Square Garden, 3 CD (FTD) 2023
| 1.           | Introduction: Also Sprach Zarathustra (theme from 2001: A Space Odyssey) | Richard Strauss                                                   | 10 juni 1972 (20:30) | 1:06  |
| 2.           | That's All Right                                                         | Arthur Crudup                                                     | 10 juni 1972 (20:30) | 2:14  |
| 3.           | Proud Mary                                                               | John Fogerty                                                      | 10 juni 1972 (20:30) | 2:46  |
| 4.           | Never Been to Spain                                                      | Hoyt Axton                                                        | 10 juni 1972 (20:30) | 3:26  |
| 5.           | You Don't Have to Say You Love Me                                        | Vicki Wickham, Simon Napier-Bell, Pino Donaggio, Vito Pallavicini | 10 juni 1972 (20:30) | 2:04  |
| 6.           | You've Lost That Lovin' Feelin'                                          | Barry Mann, Cynthia Weil, Phil Spector                            | 10 juni 1972 (20:30) | 4:12  |
| 7.           | Polk Salad Annie                                                         | Tony Joe White                                                    | 10 juni 1972 (20:30) | 2:57  |
| 8.           | Love Me                                                                  | Jerry Leiber, Mike Stoller                                        | 10 juni 1972 (20:30) | 1:42  |
| 9.           | All Shook Up                                                             | Otis Blackwell, Elvis Presley                                     | 10 juni 1972 (20:30) | 0.58  |
| 10.          | Heartbreak Hotel                                                         | Mae Axton, Tommy Durden, Elvis Presley                            | 10 juni 1972 (20:30) | 1:45  |
| 11.          | Medley: (Let Me Be Your) Teddy Bear / Don't Be Cruel                     | Kal Mann, Bernie Lowe / Otis Blackwell, Elvis Presley             | 10 juni 1972 (20:30) | 1:51  |
| 12.          | Love Me Tender                                                           | Vera Matson, Elvis Presley                                        | 10 juni 1972 (20:30) | 1:45  |
| 13.          | The Impossible Dream                                                     | Joe Darion, Mitch Leigh                                           | 10 juni 1972 (20:30) | 2:37  |
| 14.          | Introductions by Elvis                                                   | –                                                                 | 10 juni 1972 (20:30) | 1:34  |
| 15.          | Hound Dog                                                                | Jerry Leiber, Mike Stoller                                        | 10 juni 1972 (20:30) | 1:50  |
| 16.          | Suspicious Minds                                                         | Mark James                                                        | 10 juni 1972 (20:30) | 4:29  |
| 17.          | For the Good Times                                                       | Kris Kristofferson                                                | 10 juni 1972 (20:30) | 3:03  |
| 18.          | An American Trilogy                                                      | Mickey Newbury                                                    | 10 juni 1972 (20:30) | 4:32  |
| 19.          | Funny How Time Slips Away                                                | Willie Nelson                                                     | 10 juni 1972 (20:30) | 2:42  |
| 20.          | I Can't Stop Loving You                                                  | Don Gibson                                                        | 10 juni 1972 (20:30) | 2:43  |
| 21.          | Can't Help Falling in Love                                               | Luigi Creatore, Hugo Peretti, George David Weiss                  | 10 juni 1972 (20:30) | 1:40  |
| 22.          | Closing Vamp / Announcement                                              | –                                                                 | 10 juni 1972 (20:30) | 1:03  |
| Total längd: | Total längd:                                                             | Total längd:                                                      | Total längd:         | 52:59 |

| 1.           | Introduction: Also Sprach Zarathustra (theme from 2001: A Space Odyssey)                         | Richard Strauss                                                   | 10 juni 1972 (14:30) | 1:19  |
| 2.           | That's All Right                                                                                 | Arthur Crudup                                                     | 10 juni 1972 (14:30) | 2:21  |
| 3.           | Proud Mary                                                                                       | John Fogerty                                                      | 10 juni 1972 (14:30) | 2:45  |
| 4.           | Never Been to Spain                                                                              | Hoyt Axton                                                        | 10 juni 1972 (14:30) | 3:35  |
| 5.           | You Don't Have to Say You Love Me                                                                | Vicki Wickham, Simon Napier-Bell, Pino Donaggio, Vito Pallavicini | 10 juni 1972 (14:30) | 2:07  |
| 6.           | Until It's Time for You to Go                                                                    | Buffy Sainte-Marie                                                | 10 juni 1972 (14:30) | 2:32  |
| 7.           | You've Lost That Lovin' Feelin'                                                                  | Barry Mann, Cynthia Weil, Phil Spector                            | 10 juni 1972 (14:30) | 4:22  |
| 8.           | Polk Salad Annie                                                                                 | Tony Joe White                                                    | 10 juni 1972 (14:30) | 3:10  |
| 9.           | Love Me                                                                                          | Jerry Leiber, Mike Stoller                                        | 10 juni 1972 (14:30) | 1:40  |
| 10.          | All Shook Up                                                                                     | Otis Blackwell, Elvis Presley                                     | 10 juni 1972 (14:30) | 1:11  |
| 11.          | Heartbreak Hotel                                                                                 | Mae Axton, Tommy Durden, Elvis Presley                            | 10 juni 1972 (14:30) | 1:45  |
| 12.          | Medley: (Let Me Be Your) Teddy Bear / Don't Be Cruel                                             | Kal Mann, Bernie Lowe / Otis Blackwell, Elvis Presley             | 10 juni 1972 (14:30) | 1:56  |
| 13.          | Love Me Tender                                                                                   | Vera Matson, Elvis Presley                                        | 10 juni 1972 (14:30) | 1:39  |
| 14.          | Blue Suede Shoes                                                                                 | Carl Perkins                                                      | 10 juni 1972 (14:30) | 1:07  |
| 15.          | Reconsider Baby (Ursprungligen utgiven på Walk A Mile In My Shoes: The Essential 70s Masters.)   | Lowell Fulsom                                                     | 10 juni 1972 (14:30) | 2:42  |
| 16.          | Hound Dog                                                                                        | Jerry Leiber, Mike Stoller                                        | 10 juni 1972 (14:30) | 2:08  |
| 17.          | I'll Remember You (Ursprungligen utgiven på Walk A Mile In My Shoes: The Essential 70s Masters.) | Kui Lee                                                           | 10 juni 1972 (14:30) | 2:30  |
| 18.          | Suspicious Minds                                                                                 | Mark James                                                        | 10 juni 1972 (14:30) | 4:46  |
| 19.          | Introductions By Elvis                                                                           |                                                                   | 10 juni 1972 (14:30) | 1:26  |
| 20.          | For the Good Times                                                                               | Kris Kristofferson                                                | 10 juni 1972 (14:30) | 3:09  |
| 21.          | An American Trilogy                                                                              | Mickey Newbury                                                    | 10 juni 1972 (14:30) | 4:41  |
| 22.          | Funny How Time Slips Away                                                                        | Willie Nelson                                                     | 10 juni 1972 (14:30) | 2:50  |
| 23.          | I Can't Stop Loving You (Ursprungligen utgiven på Welcome to My World.)                          | Don Gibson                                                        | 10 juni 1972 (14:30) | 2:21  |
| 24.          | Can't Help Falling in Love                                                                       | Luigi Creatore, Hugo Peretti, George David Weiss                  | 10 juni 1972 (14:30) | 2:46  |
| Total längd: | Total längd:                                                                                     | Total längd:                                                      | Total längd:         | 60:38 |

| 1.           | Press Conference, New York Hilton | –            | 9 juni 1972 (16:45) | 20:41 |
| Total längd: | Total längd:                      | Total längd: | Total längd:        | 20:41 |

## Listor och försäljning

### Elvis as Recorded at Madison Square Garden – listplaceringar
| Topplista (1972)                 | Högsta placering |
| -------------------------------- | ---------------- |
| Norge (Album Top 40 Chart)       | 11               |
| Storbritannien (UK Albums Chart) | 3                |
| Sverige (Kvällstoppen)           | 12               |
| USA (Billboard 200)              | 11               |

### Certifieringar och försäljning
| Område     | Certifiering | Försäljning |
| ---------- | ------------ | ----------- |
| USA (RIAA) | 3 × platina  | 3 000       |